# Čoltovo
Čoltovo este o comună slovacă, aflată în districtul Rožňava din regiunea Košice. Localitatea se află la altitudinea de 199 m deasupra n.m., se întinde pe o suprafață de 15,37 km2 și în 2017 număra 477 de locuitori.

## Istoric
Localitatea Čoltovo este atestată documentar din 1291.

## Demografie
| An:                | 1994 | 2004    | 2014   | 2024   |
| ------------------ | ---- | ------- | ------ | ------ |
| Număr de persoane: | 421  | 470     | 484    | 470    |
| Diferență:         |      | +11,63% | +2,97% | −2,89% |

| An:                | 2023 | 2024 |
| ------------------ | ---- | ---- |
| Număr de persoane: | 470  | 470  |
| Diferență:         |      | +0%  |